# Teorema de Ceva

El teorema de Al-Mu'taman-Ceva, caso 1: las tres líneas son concurrentes en un punto O dentro de ABC.

El teorema de Al-Mu'taman-Ceva, caso 2: el punto O se encuentra fuera de ABC.

El teorema de Ceva, denominado también como teorema de Al-Mu'taman, es un teorema de geometría elemental. El teorema establece que dado un triángulo ABC, y los puntos D, E, y F que se encuentran sobre los lados BC, CA, y AB, respectivamente, pero no sobre los vértices, los segmentos AD, BE y CF son concurrentes o paralelos si y solo si

{\displaystyle {\frac {AF}{FB}}\cdot {\frac {BD}{DC}}\cdot {\frac {CE}{EA}}=1,}

donde AF es la distancia entre A y F (la distancia en una dirección sobre una línea es definida como positiva, y en la dirección opuesta es definida como de signo negativo).
El teorema fue demostrado en 1678 por Giovanni Ceva en su trabajo De lineis rectis, pero con anterioridad por Yusuf Al-Mu'taman ibn Hűd, un rey de la taifa de Zaragoza del siglo XI en su obra Kitab al-Istikmal ("Libro de la Perfección"). Se desconoce si Ceva habría descubierto este teorema por cuenta propia o si habría encontrado una traducción de la obra de Al-Mu'taman. 
El enunciado del teorema es muy parecido al del teorema de Menelao: sus ecuaciones difieren solamente de un signo. De hecho, en un espacio proyectivo, reescribiendo estas en términos de razones dobles, son teoremas duales. En particular, son equivalentes. 

## Enunciado alternativo

### Proposición directa
Sean A, B y C los vértices de un triángulo cualquiera y L, M y N puntos en sus respectivos lados opuestos no sobre sus vértices. El teorema de Al-Mu'taman-Ceva expresa que si las rectas AL, BM y CN son paralelas o concurrentes (pasan por un mismo punto) entonces 

{\displaystyle {\frac {AN}{NB}}\cdot {\frac {BL}{LC}}\cdot {\frac {CM}{MA}}=1,}

### Proposición recíproca
Si en cada lado de un triángulo se escoge un punto (no coincidente con el vértice) de tal modo que el producto de las razones en que los puntos señalados dividen los lados del triángulo sea igual a 1, entonces las rectas que unen los vértices del triángulo y los puntos de lados opuestos pasan por un mismo centro (punto) o son las tres paralelas. En forma sucinta, si {\displaystyle {\frac {AN}{NB}}\cdot {\frac {BL}{LC}}\cdot {\frac {CM}{MA}}=1,} entonces Al, BM, y CN pasan por el mismo punto o son paralelas.
Existe una forma trigonométrica equivalente del teorema de Ceva, que establece que, AD,BE,CF son concurrentes o paralelas si y solo si

{\displaystyle {\frac {\sin \angle BAD}{\sin \angle CAD}}\cdot {\frac {\sin \angle CBE}{\sin \angle ABE}}\cdot {\frac {\sin \angle ACF}{\sin \angle BCF}}=1.}

## Demostración

Diagrama del teorema de Ceva. Caso 1

### Enespacios euclídeosusando áreas de triángulos
La siguiente demostración sólo es válida para espacios afines a los que podamos dotar de esctructura de espacio euclídeo (para poder definir áreas). Además, añadimos una suposición: las tres rectas {\displaystyle AD,BE,CF} no son paralelas. En ese caso, la demostración siguiente no sería válida.
Hacemos en primer lugar la demostración de la implicación directa. Suponemos, por tanto, que {\displaystyle O=AD\cap BE\cap CF} está bien definido (aquí usamos la suposición añadida).
En primer lugar, observamos que el lado izquierdo de la ecuación es siempre positivo, pues o las tres razones simples son positivas (si {\displaystyle O} está dentro de {\displaystyle \triangle ABC}) o una es positiva y las otras dos son negativas (si {\displaystyle O} está fuera de {\displaystyle \triangle ABC}). {\displaystyle O} no puede estar sobre los lados del triángulo porque {\displaystyle D,E,F} no están en los vértices por hipótesis.

La clave de la demostración es la siguiente observación: el área de un triángulo de altura fija es proporcional a la longitud de su base. Por tanto, tenemos las siguientes relaciones:
{\displaystyle {\frac {|\triangle BOD|}{|\triangle COD|}}={\frac {\overline {BD}}{\overline {DC}}}={\frac {|\triangle BAD|}{|\triangle CAD|}}.}

Diagrama del teorema de Ceva. Caso 2

Por tanto, manipulando algebraicamente la anterior igualdad, 
{\displaystyle {\frac {\overline {BD}}{\overline {DC}}}={\frac {|\triangle BAD|-|\triangle BOD|}{|\triangle CAD|-|\triangle COD|}}={\frac {|\triangle ABO|}{|\triangle CAO|}}.}
(Intercámbiese el signo negativo por uno positivo si {\displaystyle A} y {\displaystyle O} están en lados opuestos de {\displaystyle BC}).
Análogamente, {\displaystyle {\frac {\overline {CE}}{\overline {EA}}}={\frac {|\triangle BCO|}{|\triangle ABO|}},} y {\displaystyle {\frac {\overline {AF}}{\overline {FB}}}={\frac {|\triangle CAO|}{|\triangle BCO|}}.}
Multiplicando las tres ecuaciones obtenemos que {\displaystyle \left|{\frac {\overline {AF}}{\overline {FB}}}\cdot {\frac {\overline {BD}}{\overline {DC}}}\cdot {\frac {\overline {CE}}{\overline {EA}}}\right|=1,} como queríamos, pues ya hemos visto que el producto dentro del valor absoluto es siempre positivo. 
Veamos ahora la implicación inversa, que es simplemente un corolario de la directa.Sean {\displaystyle D,E,F} puntos en los lados {\displaystyle BC,AC,AB}, respectivamente, de forma que se cumple la igualdad. Sea {\displaystyle O} el punto de intersección entre {\displaystyle AD,BE}, que existe por hipótesis (estas rectas no son paralelas). Sea {\displaystyle F'=CO\cap AB}. Sólo tenemos que ver que {\displaystyle F=F'}. Podemos aplicar la implicación directa para los puntos {\displaystyle D,E,F'}. Tenemos entonces, cancelando términos, que
{\displaystyle {\frac {\overline {AF}}{\overline {FB}}}={\frac {\overline {AF'}}{\overline {F'B}}}}
Pero sólo un punto puede cortar un segmento en una razón determinada, por lo que {\displaystyle F=F'}.{\displaystyle \quad \square }

### Para espacios afines generales usando coordenadas
El teorema de Ceva es un enunciado afín, es decir, no es necesario utilizar los conceptos de longitud, área o ángulo ni para enunciarlo ni para demostrarlo. Por tanto, es cierto en espacios más generales en los que estos conceptos no tienen por qué estar definidos (espacios afines). En esta sección se esbozan los pasos de una demostración general que no usa esos conceptos y, además, incluye el caso en que las rectas son paralelas, que no se podía tratar con la anterior estrategia:
1. Se fija una referencia baricéntrica en el triángulo {\displaystyle ABC} y se calculan las coordenadas de los puntos y las ecuaciones de las rectas involucradas en esa referencia.
2. Se impone que las rectas sean concurrentes o paralelas, lo que equivale a decir que el determinante formado por los coeficientes de sus ecuaciones se anule. Calculando el determinante se llega a una ecuación {\displaystyle (*)}.
3. Se desarrolla la igualdad del enunciado teniendo en cuenta la definición afín de razón simple: {\displaystyle {\frac {\overline {PR}}{\overline {PQ}}}=\lambda \Leftrightarrow {\overrightarrow {PR}}=\lambda {\overrightarrow {PQ}}} (basta calcular estos vectores y ver cuál es el coeficiente {\displaystyle \lambda } en cada caso, sin calcular longitudes) y se llega a otra ecuación {\displaystyle (**)}.
4. Se observa que {\displaystyle (*)} y {\displaystyle (**)} son la misma ecuación, con lo que se concluye el enunciado. {\displaystyle \quad \square }

## Literatura consultable
- Grünbaum, Branko; Shephard, G. C. (1995), «Ceva, Menelaus and the Area Principle», Mathematics Magazine 68 (4): 254-268, doi:10.2307/2690569..
- J. B. Hogendijk, "Al-Mutaman ibn Hűd, 11the century king of Saragossa and brilliant mathematician," Historia Mathematica 22 (1995) 1-18.
- Landy, Steven. A Generalization of Ceva's Theorem to Higher Dimensions. The American Mathematical Monthly, Vol. 95, n.º 10 (Dec., 1988), pp. 936-939
- Masal'tsev, L. A. (1994) "Incidence theorems in spaces of constant curvature." Journal of Mathematical Sciences, 	Vol. 72, n.º 4
- Wernicke, Paul. The Theorems of Ceva and Menelaus and Their Extension. The American Mathematical Monthly, Vol. 34, n.º 9 (Nov., 1927), pp. 468-472

- Levi S. Shively. Introducción a la geometría moderna.
- Miltón Donaire Peña. Formas y números.